# Friendship (Penal-Debe)
Friendship es una localidad de Trinidad y Tobago, que forma parte de las regiones de Penal-Debe y Princes Town.

## Geografía
La localidad abarca parte de la isla Trinidad y limita al norte con Corinth, Petit Morne y Jordan Village (todas ellas pertenecientes a la región de Princes Town), al sur con Monkey Town, al este con St. John's Village y al oeste con Golconda y Picton.

## Demografía
Datos demográficos de la localidad de Friendship:
| Gráfica de evolución demográfica de Friendship entre 2000 y 2011 |
|                                                                  |